# Invasão dórica
Invasão dórica é um conceito usado pelos historiadores gregos antigos para explicar a substituição dos dialetos e tradições pré-clássicas pelos que prevaleceram na época clássica, no sul da Grécia.
A lenda fala em "regresso dos Heráclidas", aludindo ao estabelecimento do domínio dório sobre o Peloponeso, que os historiadores da época clássica interpretaram como resultante de uma grande invasão. Pelos cálculos de Jerónimo de Estridão, a invasão do Peloponeso teria começado em 1098 a.C. Contudo essa interpretação tem variado ao longo do tempo e, atualmente, a historicidade da invasão ainda divide os estudiosos.

## O Retorno dos Heráclidas
A tradição mitológica conta que os descendentes de Hércules, exilados após sua morte, teriam retornado à Grécia, depois de algumas gerações, a fim de recuperar o domínio que seu famoso antepassado teria estabelecido. A Grécia a que a lenda alude seria a da antiga Civilização Micênica, estabelecida no Peloponeso.
A história desse regresso é considerada lendária, mas supõe-se que algum clã dominante declarava ser herdeiro do herói grego, Hércules, para legitimar seu poder.

### Heráclidas na mitologia grega
Alguns heráclidas de destaque são:
- Eurístenes e Procles, que estabeleram a Diarquia de Esparta

## A Idade das Trevas
A invasão dórica teria devastado a civilização micênica, provocando a migração dos micênicos através do Mar Egeu. Embora conhecessem a metalurgia do ferro, os dórios não possuíam nenhum sistema de escrita, razão pela qual, do século XII a.C. até o século VIII a.C., a Grécia teria vivido um período de obscuridade. 
Alguns autores chamam a esse tempo da história grega de "Idade das trevas".